# Mainova

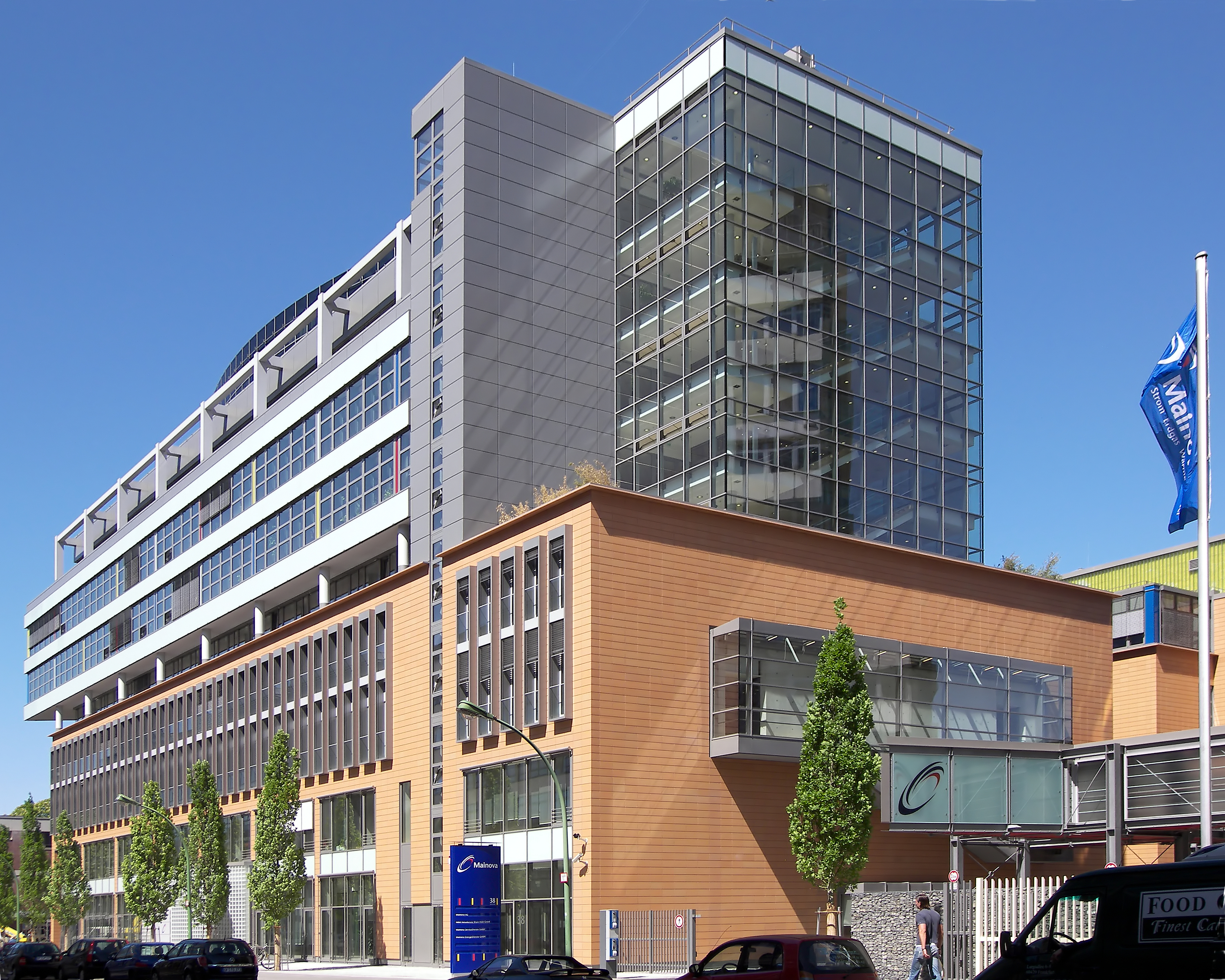
Mainova-Zentrale

Historisches Logo

Die Mainova AG ist einer der größten regionalen Energieversorger in Deutschland und beliefert rund eine Million Menschen in Hessen und den angrenzenden Bundesländern mit Strom, Erdgas, Wärme und Trinkwasser. Hinzu kommen zahlreiche Firmenkunden im gesamten Bundesgebiet. Seit Oktober 2008 bietet das Frankfurter Unternehmen Privatkunden Strom und Erdgas unter den Markennamen „Mainova Strom Direkt“, „Mainova Erdgas Direkt“, „Mainova Strom Extra“ an. 

## Geschichte
Die Mainova AG ging 1998 aus dem Zusammenschluss der Stadtwerke Frankfurt am Main und der Maingas AG hervor. Der Energie- und Wasserversorger beschäftigte 3217 Mitarbeiter zum Jahresende 2023 und erzielte im Jahr 2023 einen Umsatz von 5,7 Milliarden Euro. Größte Anteilseigner der Mainova AG waren zu diesem Zeitpunkt die Stadt Frankfurt am Main (über die „Stadtwerke Frankfurt am Main Holding GmbH“) mit 75,2 % und die Beteiligungsgesellschaft Thüga AG mit 24,5 %. Die übrigen Anteile (0,3 %) befanden sich im Streubesitz. Vorstände sind Dr. Michael Maxelon (Vorsitzender des Vorstands), Peter Arnold, Diana Rauhut und Martin Giehl. Aufsichtsratsvorsitzender der Mainova AG ist Oberbürgermeister Mike Josef (SPD).
Die Mainova AG erzeugt Wärme und Strom durch das Verfeuern von Erdgas, Steinkohle, Müll und Biomasse in Kraftwerken, die in Kraft-Wärme-Kopplung (KWK) arbeiten. Über 20 % der Stromerzeugung erfolgt in über 20 Wind- und Solarparks. Vier Mainova-Heizkraftwerke (HKW) und ein Verbundnetz sorgen dafür, dass Frankfurt mit Elektrizität versorgt wird. Die Heizkraftwerke West, Niederrad, Allerheiligenstraße und Messe erzeugen neben Strom durch KWK auch Fernwärme. Am Müllheizkraftwerk Nordweststadt hat die Mainova AG kein Mehrheitseigentum, nimmt aber die dort erzeugte Fernwärme und Elektrizität ausschließlich ab. Das Biomassekraftwerk Fechenheim erzeugt Wärme und Strom aus der thermischen Verwertung von in erster Linie Grünschnitt und Altholz. Den Großteil der Frankfurter Wärme- und Stromerzeugung bildet die Gasverfeuerung im Heizkraftwerks West, dem größten Kraftwerk der Stadt. Auch die erzeugten Strommengen der beiden Laufwasserkraftwerke der Staustufe Griesheim und der Staustufe Eddersheim am Main werden von Mainova abgenommen.
Zu den wichtigsten Beteiligungen beziehungsweise Tochterunternehmen der Mainova AG zählen die NRM-Netzdienste Rhein-Main-GmbH, die MSD-Mainova-ServiceDienste-GmbH und die SRM-StraßenBeleuchtung Rhein-Main-GmbH. Die rund 900 Mitarbeiter der NRM (Anteil Mainova: 100 %) betreuen, warten und verwalten die insgesamt rund 14.500 km langen Netze für Strom, Erdgas, Wasser und Wärme. Die MSD (Anteil Mainova: 100 %) ist für Messwesen, Abrechnung und Kundenbetreuung zuständig. Die SRM kümmert sich um die rund 74.000 Straßenleuchten in Frankfurt. Am Wasserversorger Hessenwasser ist Mainova mit 36,4 Prozent beteiligt.
Ende 2009 übernahm die Mainova zusammen mit den Stadtwerken Hannover und N-ERGIE jeweils knapp 21 % der Thüga-Anteile. Die übrigen rund 37 % der Stadtwerke-Holding Thüga erwarb die Stadtwerkegruppe KOM9, in der sich mehr als 45 kommunale Versorger aus ganz Deutschland – von Aue bis Wiesbaden – zusammengeschlossen haben. Die Thüga-Beteiligungen an der GASAG Berliner Gaswerke AG (37 %), an der HEAG Südhessische Energie AG (40 %), an den Stadtwerken Duisburg (20 %) sowie an den Stadtwerken Karlsruhe (10 %) waren nicht Bestandteil des Kaufs. Für die so verkleinerte Thüga wurde ein Bar-Kaufpreis von rund 2,9 Mrd. Euro vereinbart.
Die Mainova AG ist mit 33 % am Carsharing-Anbieter book-n-drive beteiligt.
2012 erwarb Mainova zehn Prozent der Aktien der ABO Wind AG, einem weltweit tätigen Projektentwickler für erneuerbare Energien mit Sitz in Wiesbaden.
Anfang 2016 begann Mainova die beiden Fernwärmenetze nördlich und südlich des Mains mit einer unter dem Fluss durchgeführten Tunnelröhre zu verbinden. Dadurch soll ein umweltschonenderer und günstigerer Betrieb der jeweiligen Heizkraftwerke möglich werden. Die Baukosten betrugen ca. 10 Mio. Euro. Fertiggestellt wurde die Verbindung im Juli 2016.

## Kritik
Die Mainova AG stand in der Kritik, ihre marktbeherrschende Stellung auszunutzen, um überhöhte Preise zu fordern. Der BGH hatte 2005 festgestellt, dass die Mainova unzulässigerweise einem Arealnetzbetreiber den Anschluss an ihr Mittelspannungsnetz verwehrt hat.
Im Juli 2012 wurde der Rechtsstreit zwischen dem Hessischen Wirtschaftsministerium und der Mainova AG um die Wasserpreise in Frankfurt mit einem Vergleich beigelegt.
Die Mainova AG ist Mitglied im Lobbyverein Zukunft Gas. Unter anderem dank der Mainova AG hat dieser Verein ein Jahresbudget von 10 Mio. Euro und bewirbt damit die vermeintlich positive Rolle des fossilen Brennstoffs Erdgas für den Klimaschutz.